# Grandcourt (Somma)
Grandcourt – miejscowość i gmina we Francji, w regionie Hauts-de-France, w departamencie Somma.
Według danych na rok 2011 gminę zamieszkiwały 194 osoby, a gęstość zaludnienia wynosiła 23 osoby/km² (wśród 2293 gmin Pikardii Grandcourt plasuje się na 812. miejscu pod względem liczby ludności, natomiast pod względem powierzchni na miejscu 574.).